# Висса
Висса( рос. Высса) — річка в Росії, у Бабинінському й Перемишльському районах Калузької області. Ліва притока Окі (басейн Волги).

## Опис
Довжина річки 50 км, найкоротша відстань між витоком і гирлом — 25,68 км, коефіцієнт звивистості річки — 1,95. Площа басейну водозбору 352 км².

## Розташування
Бере початок між селами Сеньково та Холопово. Спочатку тече на південний схід понад Антоп'єво, там повертає на північний схід. Далі тече через Маково, Вислово, Лазіно, Тімешово, Дмитріївку, Кулешівку, Ропчицю, Кроміно. Біля Малої Слобідки річка повертає на південний схід і тече через Воротинськ, понад Заборівкою і на південно-східній сторонві від села Рядово впадає у річку Оку, праву притоку Волги.
Притоки: Локня (права), Тирекрея (ліва).

## Цікаві факти
- У XIX столітті на річці та її притоках працювали 6 водяних млинів[2][3].